# 145P/Shoemaker-Levy
145P/Shoemaker-Levy è una cometa periodica del Sistema solare, appartenente alla famiglia delle comete gioviane. La cometa è stata scoperta il 2 ottobre 1991, poco tempo dopo furono scoperte immagini di prescoperta risalenti al 12 settembre 1991.
La sua MOID col pianeta Giove è di sole 0,239627 UA, il che comporta passaggi ravvicinati con questo pianeta e possibilità che la sua orbita sia anche radicalmente modificata.